# Яніна (село)
Я́ніна (хорв. Janjina) — село в Хорватії, розташоване в самому центрі півострова Пелєшаць. Центр однойменної громади. В адміністративному відношенні належить до Дубровницько-Неретванської жупанії. За даними перепису 2001 року населення громади налічує 593 людини, абсолютну більшість яких становлять хорвати (97,65%).

## Населення
Населення громади за даними перепису 2011 року становило 551 осіб. Населення самого поселення становило 203 особи.
Динаміка чисельності населення громади:
Динаміка чисельності населення село:

## Населені пункти
Крім села Яніна, до громади також входять:
- Драче
- Особ'ява
- Попова Лука
- Сресер